# Bodor
Bodor is een bestuurslaag in het regentschap Nganjuk van de provincie Oost-Java, Indonesië. Bodor telt 2137 inwoners (volkstelling 2010).